# Florence Ekpo-Umoh
Florence Ekpo-Umoh (* 27. Dezember 1977 in Lagos) ist eine deutsche Sprinterin nigerianischer Herkunft.

## Leben
Die 400-Meter-Läuferin war für ihr Heimatland bei den Juniorenweltmeisterschaften 1994 am Start. Im Frühjahr 1995 weilte sie mit der nigerianischen Leichtathletiknationalmannschaft in Stuttgart und verließ dort die Mannschaft, um in Deutschland zu bleiben. Sie heiratete am 25. März 1998 ihren Trainer Otmar Velte (* 22. September 1964). Seit 25. Juli 2000 besitzt sie die deutsche Staatsbürgerschaft.
Dreimal hintereinander, 1997, 1998 und 1999, wurde sie Deutsche Juniorenmeisterin, was ihr als bis dahin einziger Sportlerin gelang (Stand: Saisonende 2004). Sie nahm mit der 4-mal-400-Meter-Staffel an den Olympischen Spielen 2000 in Sydney teil, ohne aber den Endlauf zu erreichen.
Bei den Hallenweltmeisterschaften 2001 in Lissabon gewann sie mit der deutschen Staffel (Claudia Marx, Birgit Rockmeier, Florence Ekpo-Umoh, Shanta Ghosh) in 3:31,00 min Bronze. Im Freien kam sie bei den Weltmeisterschaften im selben Jahr in Edmonton ins Halbfinale und errang die Staffelsilbermedaille (3:21,97 min, zusammen mit Grit Breuer, Shanta Ghosh und Claudia Marx). Ein Jahr später holte sie mit der deutschen Staffel (Florence Ekpo-Umoh, Birgit Rockmeier, Claudia Marx, Grit Breuer) bei den Europameisterschaften 2002 in München in 3:25,10 min Gold.
Im Januar 2003 wurde bei ihr nach einem Wettkampf in Germinston (Südafrika) die verbotene Doping-Substanz Stanozolol festgestellt. Sie wurde daraufhin bis zum 10. März 2005 für die Teilnahme an Wettkämpfen gesperrt. In der Folge trennte sich ihr Mann von ihr, die Verträge mit dem USC Mainz und ihrem Ausrüster wurden nicht verlängert. Auch außerhalb des Sports konnte sie beruflich nicht mehr Fuß fassen und lebte von Arbeitslosengeld. Sie verlobte sich neu und brachte zwei Kinder zur Welt. Sie wohnte in Kassel, ihr Verlobter arbeitete in England, so dass sie alleinerziehend war.
Im Frühjahr 2007 konnte sie den Trainer der deutschen 400-Meter-Hürdenläuferinnen, Eberhard König vom Erfurter LAC, überzeugen, sie auf die Teilnahmequalifikation zu den Olympischen Spielen 2008 in Peking vorzubereiten. Sie wurde nun vom Ausrüster des Deutschen Leichtathletik-Verbandes (DLV) unterstützt. Beim Europacup in Annecy gab sie ihr internationales Comeback in der deutschen 4-mal-400-Meter-Staffel. Bei den Deutschen Meisterschaften im Juli 2008 in Nürnberg erreichte sie die Silbermedaille und damit die Olympiaqualifikation. Bei den Spielen in Peking kam sie mit der Staffel auf Platz acht. In Berlin bei den Weltmeisterschaften 2009 war sie Ersatzläuferin für die Staffel.
Ekpo-Umoh gehörte zunächst der LG Baunatal/ACT Kassel an, ab 1998 dem USC Mainz und ab 2007 dem Erfurter LAC. Sie ist 1,78 m groß und wiegt 68 kg. Ihre 400-Meter-Bestzeit von 2001 ist 51,13 s.